# 장은경
장은경 (張銀景, 1951년 5월 26일~1996년 5월 12일)은 대한민국의 유도 선수, 지도자이다. 1976년 하계 올림픽에서 남자 라이트급 은메달을 획득했다.

## 생애
1951년 경기도 양주군 별내면 화접2리(현재의 남양주시 별내면 화접2리)에서 장춘근과 변수명 부부의 3남 2녀 중 3남으로 태어났다. 의정부에서 어린 시절을 보냈으며 의정부국민학교 재학 시절에는 축구 선수로 활동했으나 의정부중학교로 진학하면서 유도를 시작했다. 중학생 때 여러 전국 규모의 유도 대회에서 우승하였으며 경기도 체육장학생으로 선정되기도 하였다. 중학교 졸업 후 의정부공업고등학교로 진학했으나 고등학교 1학년 때 유도부가 폐부되어 체육특기생 신분으로 인천의 선인고등학교로 전학를 가 유도를 계속했다.
고등학교 졸업 후 1971년 대한유도학교로 진학했으며 1972년 하계 올림픽 대표 후보 선수로 발탁되었다. 1972년에는 병역를 위해 수도경비사령부에 입대하여 해당 부대 유도팀에 입단했다. 1973년에는 유도 국가대표 상비군이 되었고 1974년 8월에는 브라질 리우데자네이루에서 열린 1974년 세계 군인 선수권 대회에 참가하여 처음으로 국제 대회에 출전했다. 이 대회에서 라이트급 금메달을 획득했고 단체전 은메달을 획득했다. 전역 후에는 다시 
유도학교로 돌아갔으며, 1975년 9월 서독 바트홈부르크에서 열린 서독 오픈 국제 유도 대회에서 서독의 외르크 라인스를 꺾고 라이트급 금메달을 획득했다. 같은 해 10월에는 오스트리아 빈에서 열린 1975년 세계 선수권 대회에 참가하여 오스트레일리아의 앤드루 플레밍과 폴란드의 에드바르트 알크시닌을 각각 한판승과 판정승으로 꺾으며 3회전에 진출했으나 3회전에서 소련의 셴겔리 피츠헬라우리에게 패하며 탈락했다.
1976년에는 유도학교를 졸업하고 학교 조교가 되었으며 같은 해 4월에 캐나다 몬트리올에서 열리는 1976년 하계 올림픽 파견 국가대표 선수로 발탁되었다. 7월에는 몬트리올 올림픽 남자 유도 라이트급에 출전하여 첫 상대인 오스트리아의 에리히 포인트너를 효과로 점수를 내며 꺾었으며 2차전 상대인 태국의 빠낏 산티시리를 상대로 2분 52초 만에 판정승을 거뒀다. 8강에서는 개최국 캐나다의 브래드 패로를 유효로 꺾었으며 준결승에서 이탈리아의 펠리체 마리아니를 업어치기로 꺾으며 결승에 올랐다. 결승전에서 쿠바의 엑토르 로드리게스에게 유효를 내주고 패하여 은메달을 획득했다. 같은 해 9월에 8년 간 연인 사이로 지낸 임복순과 결혼했다.
1978년에 다시 국가대표로 복귀했으며 그 해 11월 일본 도쿄에서 열린 가노 지고로컵에 참가하였으나 2회전에서 탈락했다. 1981년에 현역에서 은퇴했으며 1981년부터 대한민국 유도 국가대표 코치, 1984년부터 1988년까지 대한민국 유도 국가대표 감독을 맡았으며 1983년부터 1996년까지 모교인 용인대학교에서 교편을 잡았다. 또한 1990년 국제 유도 연맹 B급 국제심판 자격을, 1995년에 국제 유도 연맹 A급 국제심판 자격을 취득하여 심판으로도 활약하였다. 이 외에 대한유도회 이사, 대한올림픽위원회 선수위원회 위원, 유맥회 회장 등을 맡았다.
1996년 5월 7일 가슴 통증으로 인해 내원하여 수술을 받았으나 12일 심장 질환으로 인해 분당차병원에서 사망하였다.

## 수상
1976년, 체육훈장 맹호장이 수여되었으며 경기도 문화상과 대한민국 체육상을 수상하였다.